# Callida striata
Callida striata är en skalbaggsart som beskrevs av Thomas Casey. Callida striata ingår i släktet Callida och familjen jordlöpare. Inga underarter finns listade i Catalogue of Life.